# Iscles
Iscles (Iscles en catalán ribagorzano) es una localidad española dentro del municipio de Arén, en la Ribagorza, provincia de Huesca, Aragón. Antiguamente era aldea de Cornudella.

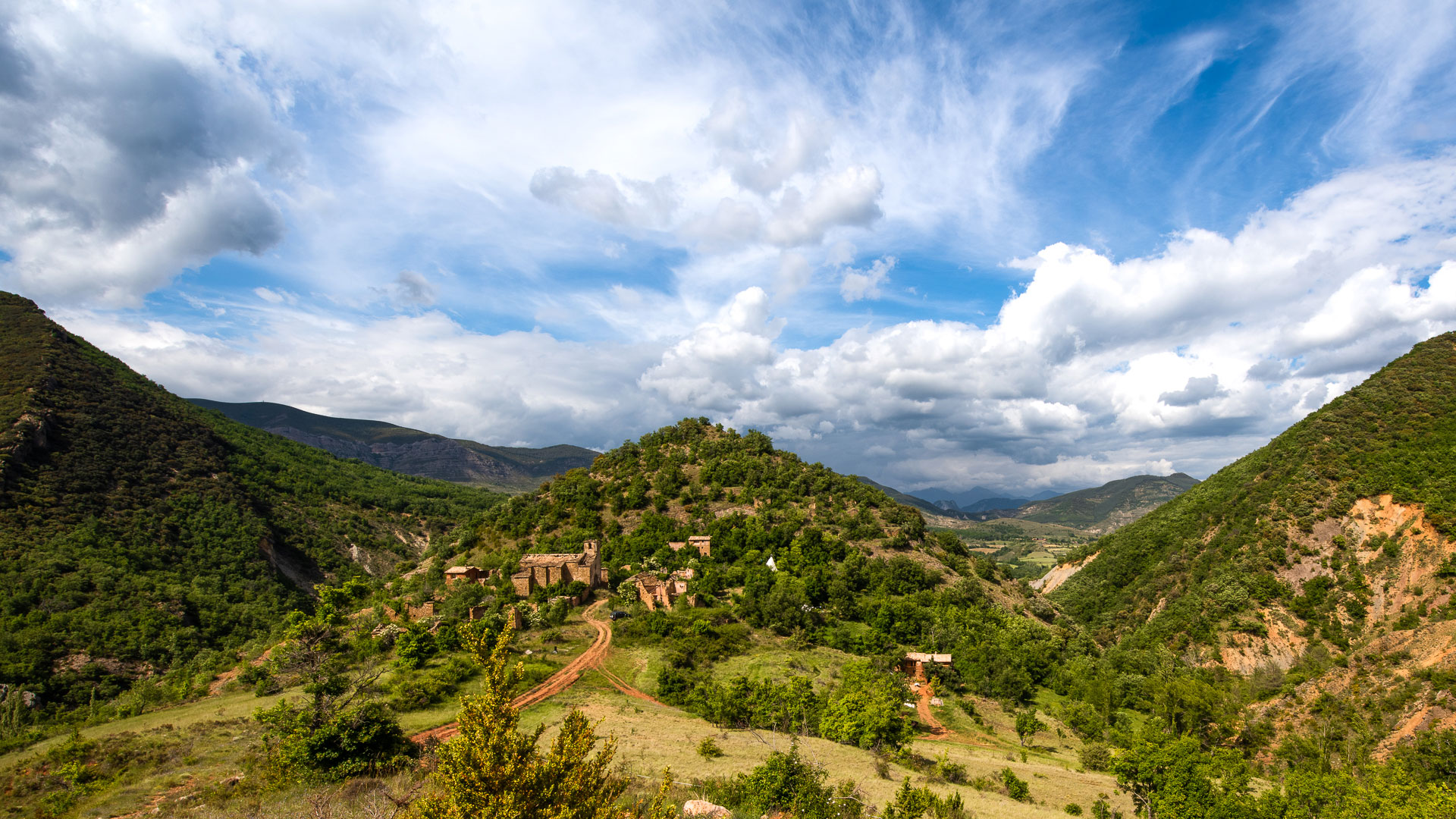
Vista principal de Iscles

## Toponimia
En el fogaje de 1405 aparece como Ysclas, y como Isclas en el de 1495:

...e de los hombres del lugar de Ysclas dezesiet sueldos VI dineros por Vº fuegos que son en el dito lugar...

## Geografía
Isclas se encuentra a 1107 m s. n. m., sobre un pueyo en la margen izquierda del barranco homónimo.
A lo largo de su historia estuvo dividido en tres barrios conocidos como los Solans, el Lloc y Corts.

## Historia
Se conoce su pertenencia al condado de Ribagorza en 958, aunque su primera mención escrita ocurrió en el 967, cuando se cita el "castro Aiscle" en el cartulario del monasterio de Santa María de Alaón, en Sopeira.
Su historia se remonta a los albores de nuestra era, también se vio envuelto en las contiendas entre el mundo árabe y cristiano y todavía conserva algunos restos medievales. Su imponente iglesia fue construida en el siglo XVII.
Constaba en sus últimos tiempos de 6 o 7 casas con varios edificios, entre los que destacaba la antigua iglesia con su campanar.
En la década de los sesenta sus pobladores se fueron yendo poco a poco, contando en los años setenta con sólo seis casas pobladas hasta que el último habitante se marchó, en el 1971.
En el 2012 el empezó la reconstrucción del pueblo por parte de la asociación de Iscles y actualmente es sede del Instituto Rural de Iscles donde se imparten cursos de bioconstrucción.

## Patrimonio

### Iglesia de San Martín
Se trata de un templo construido en el siglo XVIII de estilo barroco.
Tiene planta rectangular con cabecera plana, mientras que la bóveda se cubre de lunetos. A los pies del templo se ubica el coro en alto, mientras que la entrada al templo se ubica bajo el mismo. A su derecha se eleva una torre de planta cuadrada.